# Guglielmo di Poitiers (cronista)
Guglielmo di Poitiers (Les Préaux, 1020 circa – 1090) è stato un religioso e cronista normanno.

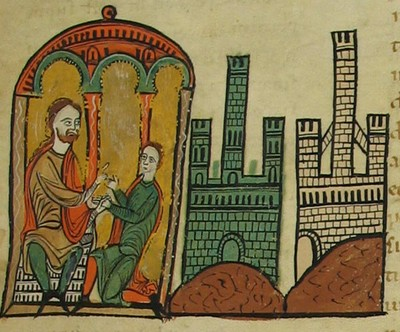
Cronache del tempo

Nato da influente famiglia normanna, dopo aver intrapreso il mestiere delle armi,  Guglielmo studiò a Poitiers.
Entrò quindi a far parte del clero. Al ritorno in Normandia divenne cappellano del duca di Normandia Guglielmo II, e arcidiacono di Lisieux, facendosi apprezzare in quanto a padronanza delle lingue classiche e delle scienze. 
Nella breve biografia che Orderico Vitale gli ha dedicato nella sua Historia ecclesiastica, lodandone lo stile, sappiamo che Guglielmo  era considerato uno degli uomini più preparati ed informati del suo tempo, oltre a comporre anche versi di un certo pregio.
La sorella era badessa dell'abbazia di Saint-Léger de Préaux.

## LeGesta Guillelmi
Guglielmo di Poitiers scrisse in latino, in uno stile pretenzioso ed anticheggiante ad imitazione di Sallustio, un'agiografia del duca, le Gesta Guillelmi II ducis Normannorum, redatta tra il 1073 e il 1074. Come fonti impiegò Dudone di San Quintino, opere annalistiche non giunteci, resoconti orali e memorie personali.
La parte conservata, ossia quella centrale dell'opera, l'inizio e la fine essendo andati perduti, copre il periodo tra il 1047 e il 1068. Benché poco affidabili per ciò che concerne le questioni inglesi, le Gesta Guillelmi ci forniscono dettagli sulla vita di Guglielmo il Conquistatore: vi troviamo infatti una descrizione dettagliata dei preparativi per la conquista dell'Inghilterra, della battaglia di Hastings, e delle conseguenze di quest'ultima.
Orderico Vitale si servì del lavoro di Guglielmo per il suo contributo alle Gesta Normannorum Ducum; le Gesta Guillelmi sono indicate tra le probabili fonti su cui si basarono i creatori dell'arazzo di Bayeux.
L'edizione più antica che ci è giunta risale al XVII secolo, opera di André Duchesne, il quale si basò sull'unico manoscritto allora esistente, in seguito perduto.